# Specklinia quinqueseta
Specklinia quinqueseta är en orkidéart som först beskrevs av Oakes Ames, och fick sitt nu gällande namn av Carlyle August Luer. Specklinia quinqueseta ingår i släktet Specklinia och familjen orkidéer. Inga underarter finns listade i Catalogue of Life.